# Modrus-Fiume vármegye
Modrus-Fiume vármegye (horvátul: Modruš-Rijeka, Modruško-riječka županija, németül: Komitat Modrusch-Fiume, olaszul: Modrussa-Fiume, szlovákul: Modrušsko-skorjecká župa) közigazgatási egység volt a Magyar Királyság déli részén. 1991 óta a független Horvátország területéhez tartozik.

## Földrajz
A vármegye területe nagyrészt hegység volt. Északról Krajna tartomány, illetve Zágráb vármegye, keletről Zágráb vármegye, illetve Bosznia, délről Lika-Korbava vármegye, nyugatról pedig az Adriai-tenger, Fiume és Isztria tartomány határolta.

## Történelme
A vármegye a 12. században lett a Magyar Királyság része, mert ekkor jött létre a magyar–horvát perszonálunió. Maga a vármegye a 18. században jött létre. 1918-tól a Szerb–Horvát–Szlovén Királyság része volt. A második világháború alatt a Független Horvát Államhoz tartozott, ezután újra Jugoszlávia része volt. 1991 óta a független Horvátországhoz tartozik.

## Lakosság
A vármegye összlakossága 1910-ben 231.654 lakos volt, ebből:
- 152.210 horvát (65,70%)
- 74.894 szerb (32,33%)
- 2.250 bosnyák (0,97%)
- 2.000 magyar (0,86%)

## Közigazgatás
A vármegye nyolc járásra volt felosztva:
- Csabari járás, székhelye Csabar (horvátul: Čabar)
- Cirkvenicai járás, székhelye Cirkvenica (horvátul: Crikvenica)
- Delnicei járás, székhelye Delnice
- Ogulini járás, székhelye Ogulin
- Szusáki (horvátul: Sušak) járás, székhelye Bakar
- Szluini járás, székhelye Szluin (horvátul: Slunj)
- Vojnicsi járás, székhelye Vojnics (horvátul: Vojnić)
- Vrbovszkói járás, székhelye Vrbovszkó (horvátul: Vrbovsko)